# Jan Sandström
För andra betydelser, se Jan Sandström (olika betydelser).
Inge Jan Håkan Sandström, född den 25 januari 1954 i Vilhelmina, är en svensk tonsättare.

## Biografi
Jan Sandström har studerat komposition för bland andra Gunnar Bucht vid Kungliga Musikhögskolan i Stockholm och är sedan 1989 professor musikalisk gestaltning vid Luleå tekniska universitet. Han är ledamot av Kungliga Musikaliska Akademien sedan 2003. 
Körstycket Det är en ros utsprungen (1990), en personlig bearbetning av Michael Praetorius psalm, blev Sandströms genombrott som tonsättare. Han är också känd för sitt samarbete med trombonisten Christian Lindberg, som har gett upphov till bland annat den internationella storframgången Motorcykelkonserten (1988–1989). Han har också skrivit flera andra solokonserter för olika instrument samt orkesterstycken, vokalmusik med orkester, operor, körsånger och kammarmusik. Han har vunnit Guldbaggen för bästa originalmusik för musiken i filmen Sophelikoptern (2016).

## Priser och utmärkelser
- 1989 – Mindre Christ Johnson-priset
- 1998 – Stora Christ Johnson-priset för My Assam Dragon för saxofon och orkester
- 1999 – Rubus arcticus
- 2000 – Musikföreningens i Stockholm stipendium
- 2002 – Litteris et Artibus
- 2015 – Rosenbergpriset
- 2016 – Guldbaggen för bästa originalmusik för Sophelikoptern
- 2018 – Hedersdoktor vid Umeå universitet.[4]

## Verk i urval

### Orkesterverk

#### Verk för soloinstrument och orkester
- A dance in the subdominant quagmire för sopranblockflöjt och stråkorkester, 1994
- Flöjtkonsert, 2008
- Klarinettkonsert, 2001
- My assam dragon, altsaxofonkonsert, 1994 (för John-Edward Kelly)
- Trumpetkonsert nr 1, 1987 (för Håkan Hardenberger)
- Trumpetkonsert nr 2, 1993/96 (för Håkan Hardenberger)
- Trumpetkonsert nr 3, 2007 (för Ole Edvard Antonsen)
- Motorcykelkonserten, trombonkonsert nr 1, 1988–89 (för Christian Lindberg)
  - förkortad version: A short ride on a motorbike, 1989
  - reviderad version: A motorbike odyssey, 2002
- Don Quixote, trombonkonsert nr 2, 1994 (för Christian Lindberg)
- Kejsarvisan, version för trombon och orkester, 1994 (se även verk för orkester)
- Wahlbergvariationer, version för trombon och orkester, 1996 (se även kammarmusik)
- Ecos de eternidad, konsert för två tromboner och orkester, 2009
- The Lemon House, tubakonsert, 2004
- Pianokonsert nr 1, 1995
- Bona Spey, pianokonsert nr 2, 2001

#### Verk för orkester
- Éra, 1979–80
- Snowflakes för kammarorkester, 1980/84
- Acintyas för stråkorkester, 1986
- Indri, 1988/89
- Kejsarvisan, 1993
- Ocean child, 1999/2004

### Vokalmusik

#### Opera
- Bombi Bitt och Nick Carter, 1991–92
- Macbeth², 1996
- K. Beskrivning av en kamp, 2005
- God Natt Madame!, 2006
- Rokokomaskineriet, 2016

#### Körverk
- Det är en ros utsprungen (Praetorius/Sandström) för två blandade körer, 1990
- Sanctus för goss- eller damkör, 1990, version för blandad kör 1993
- Biegga luothe för blandad kör, 1998
- Across the bridge of hope för barnsolist och blandad kör, 1999
- Ett svenskt requiem för kör, solister och liten orkester, 2007, till text av Christine Falkenland

### Kammarmusik
- Wahlbergvariationer för cello och blåskvintett, 1990
  - version för saxofonkvartett, 1993

### Filmmusik
- Sophelikoptern, 2016